# Разиэль
Разиэль (др.-евр. רזיאל‬ — «тайны Бога») — ангел в еврейской мифологии, известный из постбиблейских и каббалистических источников.
По словам «Книги ангела Разиэля», это — ангел магии, научивший людей астрологии, гаданию и употреблению амулетов. «Хранитель тайн» и «ангел тайны» (Зогар I:55b). В практической каббале является провозвестником каббалы. Соотносится со сфирой Хохма в олам ха-брия («мире сотворения»; др.-евр. עולם בריאה‬) — одном из миров каббалистической системы духовного мироустройства. Известен также под именами Гализур (др.-евр. גליזור‬ — «открыватель скалы») и Акразиэль (др.-евр. זודכאל‬— «глашатай Бога»).

## В ангельской иерархии
Разные источники в каббале отводят Разиэлю различные роли в ангельской иерархии; его относят то к херувимам, то указывают в составе офанимов, Маймонид в «Мишне Тора» называет его начальником ерелимов. В качестве «князя предстояния» он сравним с ангелами Метатроном и Сандальфоном. Переводчики Толедской школы назвали его ангелом.
Разиэль, под альтернативным именем Гализур, описывается как «правящий князь второго неба». Он, как говорят, излагает «Тору с божественной мудростью», и защищает ангелов служения от пылающих хайот ха-кодеш — поддерживающих Вселенную, дабы ангелы не были истреблены их огненным дыханием. В этой роли часто смешивается с ангелом Рагуилом из Второй книги Еноха и аггадического мидраша «Песикта раббати» (Песикта раббати, XX). Он один из двух ангелов (второй Шемиэль), поднявших Еноха на небо (2 Енох 33:6).
Раввинское предание гласит, что «Каждый день ангел Разиэль с горы Хорив декламирует тайны о человеке всем живущим на земле, и его голос звучит во всем мире» (Таргум Екклесиаст X, 20).
Разиэль — наставник Адама (см. примечание Авраама бен Давида к Сефер-Йецира, f. 15b; примечание к Сефер Разиэль ха-малах, к тексту f. 21b), один из приближенных архангела Метатрона (см. комментарий Ситрей Тора на Зогар I:149b).

## Авторство книг
Разиэлю приписывается авторство книг Сефер Разиэль ха-малах (др.-евр. ספר רזיאל המלאך‬ — «Книга ангела Разиэля») и Сефер ха-разим (ивр. סֵפֶר רָזָא רַבָּא‎ — «Книга тайн»).
Сефер Разиэль ха-малах, по преданию, содержит все тайные знания, и считается магической книгой. Разиель стоит рядом с престолом Бога, и поэтому слышит и записывает все, что говорится и обсуждается. Разиэль якобы дал книгу с тайными знаниями Адаму и Еве после того, как они вкусили от запрещенного Древа познания Добра и Зла. Сделал он это для того, чтобы пара первых людей могла найти свой путь обратно «домой», и лучше понять Бога. Приближенные Разиэлю херувимы были глубоко обеспокоены фактом разглашения тайных знаний, и поэтому выкрали книгу у Адама, бросив затем её в море. Бог решил не наказывать Разиэля, но вместо этого приказал ангелу Рехабу, «князю моря» поднять книгу из морских глубин, вернув её Адаму и Еве. Питер Берти считает, что эта не засвидетельствованная в Библии история — иудаистический вариант истории Прометея древнегреческой мифологии.
По легендам, книга передана по наследству Еноху (ставшим позднее ангелом Метатроном), который, возможно, включил её в свои собственные, не менее легендарные сочинения. От Еноха архангел Рафаил передал книгу Ною, который почерпнул из неё инструкции по строительству ковчега. Много позднее, Книга Разиэля, как говорят, перешла в руки израильского царя Соломона, и якобы именно эта книга известна сегодня.

## В литературе
- В 20-ти томной манге Каори Юки[англ.] «Обитель Ангелов» (2000), является сыном главы чина Престолов Зафкиэля и женщины-Ангела из чина Господств, Анаэль. Имеет способность синхронизироваться с сердцами и душами других живых существ. После гибели своего отца возглавил повстанческую группу Anima Mundi и встал на сторону Мессии (Сэцуны Мудо). Внешность-красивый золотоволосый юноша с зелёными глазами.
- В романе Кристофера Мура «Агнец. Евангелие от Шмяка, друга детства Иисуса Христа» (2002), ангел Разиэль наблюдает над процессом написания главным героем Шмяком недостающих частей Библии.
- В романах Кристофера Мура «Самый глупый ангел. Трогательная сказка о рождественском кошмаре» (2004) и «Самый глупый ангел. Трогательная сказка о рождественском кошмаре. Редакция 2.0» (2005), Разиэль, отправившись на Землю исполнить любое желание ребёнка, решает помочь мальчику, который стал свидетелем смерти человека, одетого в костюм Санта-Клауса.
- В серии фэнтезийных романов Майи Лидии Коссаковской «Ангельские воинства» (2004—2010), Разиэль, один из четырёх архангелов — мироправителей, владыка тайн, князь магии, хранитель книги, сильнейший маг королевства.
- В серии фантастических романов Кассандры Клэр «Орудия смерти» (2007—2014), Разиэль является создателем Сумеречных охотников (нефилимов)[15][16], в результате смешения ангельской крови с кровью людей.